# Villanova (botânica)
Villanova é um género botânico pertencente à família Asteraceae.